# Nebo henjamicus
Espèce
Nebo henjamicus est une espèce de scorpions de la famille des Diplocentridae.

## Distribution
Cette espèce est endémique de la  province d'Hormozgan en Iran. Elle se rencontre sur l'île Hengam.

## Description
Le mâle holotype mesure 122,3 mm.

## Étymologie
Son nom d'espèce lui a été donné en référence au lieu de sa découverte, Hengam.

## Publication originale
- Francke, 1980 : Revision of the genus Nebo Simon (Scorpiones: Diplocentridae). Journal of Arachnology, vol. 8, no 1, p. 35-52 (texte intégral).